# Cothon
Un cothon (griego κώθων, lit. 'vasija de beber') era un instalación portuaria fenicia y púnica. Se trataba de un puerto interior artificial y protegido, como el que había en Cartago durante las guerras púnicas hacia el año 200 a. C.

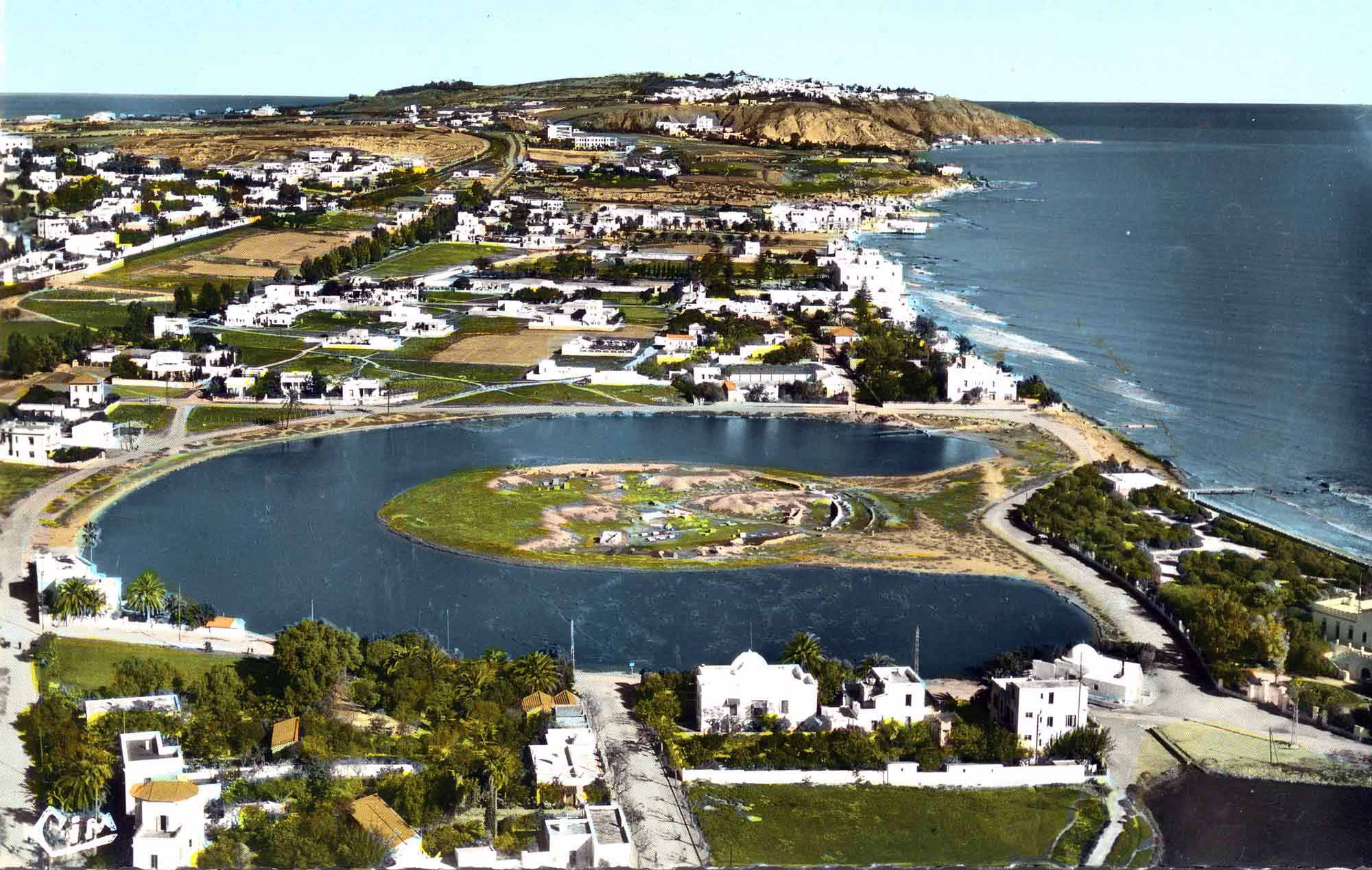
Antiguo puerto cartaginés, en una fotografía de 1958

Los cóthones se encontraban generalmente en la civilización fenicia. Otros ejemplos son los de Motia, en Sicilia, del siglo VI a. C., que cumplía una función incierta, (y que medía 35 metros x 51 metros), aunque se ha sugerido que este cothon podría incluso haber sido cerrable y drenable para formar un dique seco, el de Mahdía, en Túnez, del siglo VII a. C., (que medía 72 metros x 56 metros) y uno en Citio, en Chipre.
En la antigüedad, el término "cothon" solo se empleaba para describir el puerto de Cartago. Sin embargo, en la actualidad, los arqueólogos utilizan el término para referirse a puertos antiguos similares construidos con una cuenca o laguna artificial excavada y conectada al mar por un canal. El nombre proviene de una isla en el puerto de Cartago.

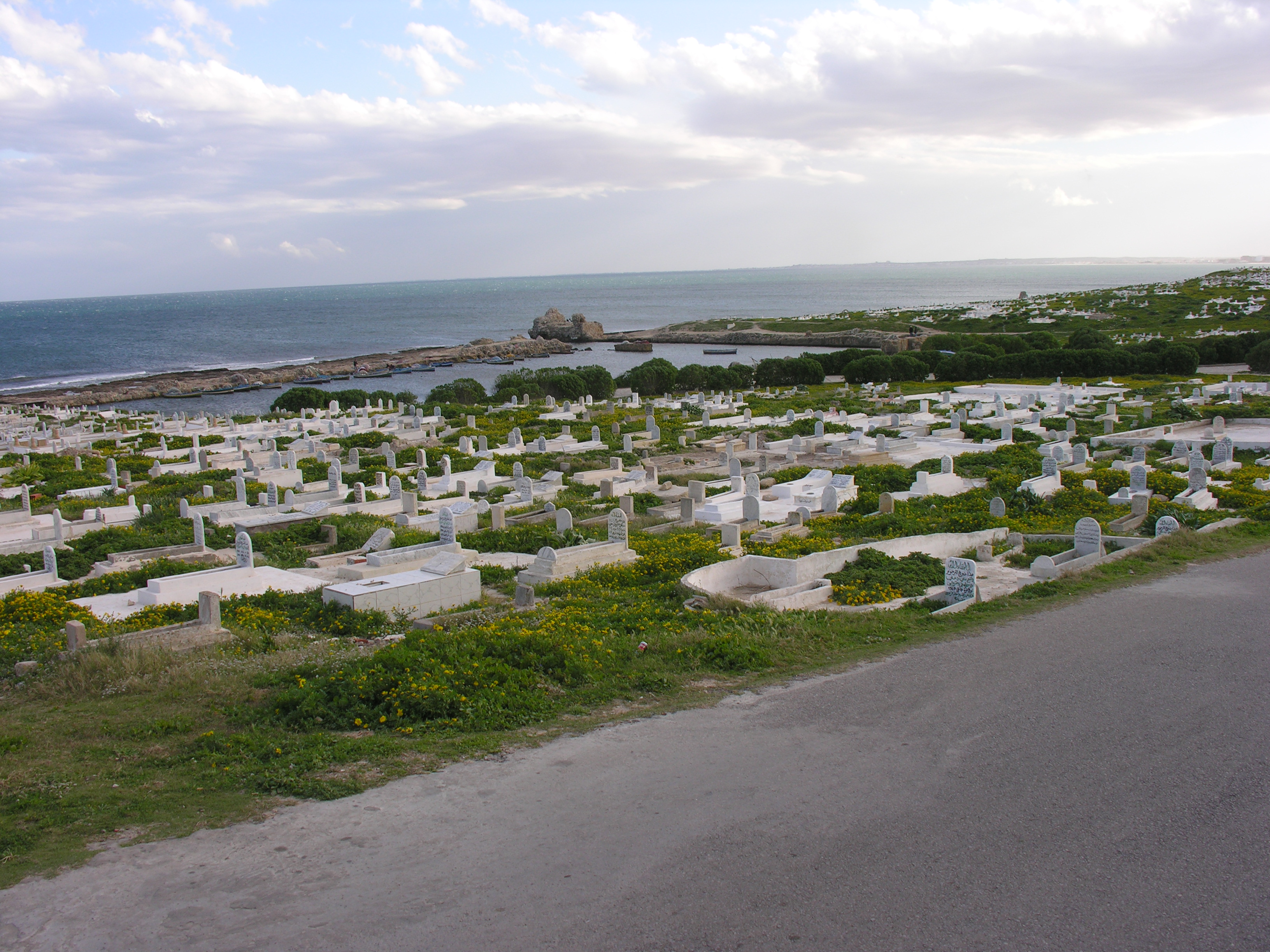
El cothon de Mahdía, detrás el cementerio marino.

## Etimología
Los expertos en lenguas semíticas han relacionado el término «cothon» con el término  qtn (pequeño) o el árabe qatta, que significa cortar.

## Ejemplos decothonesconservados

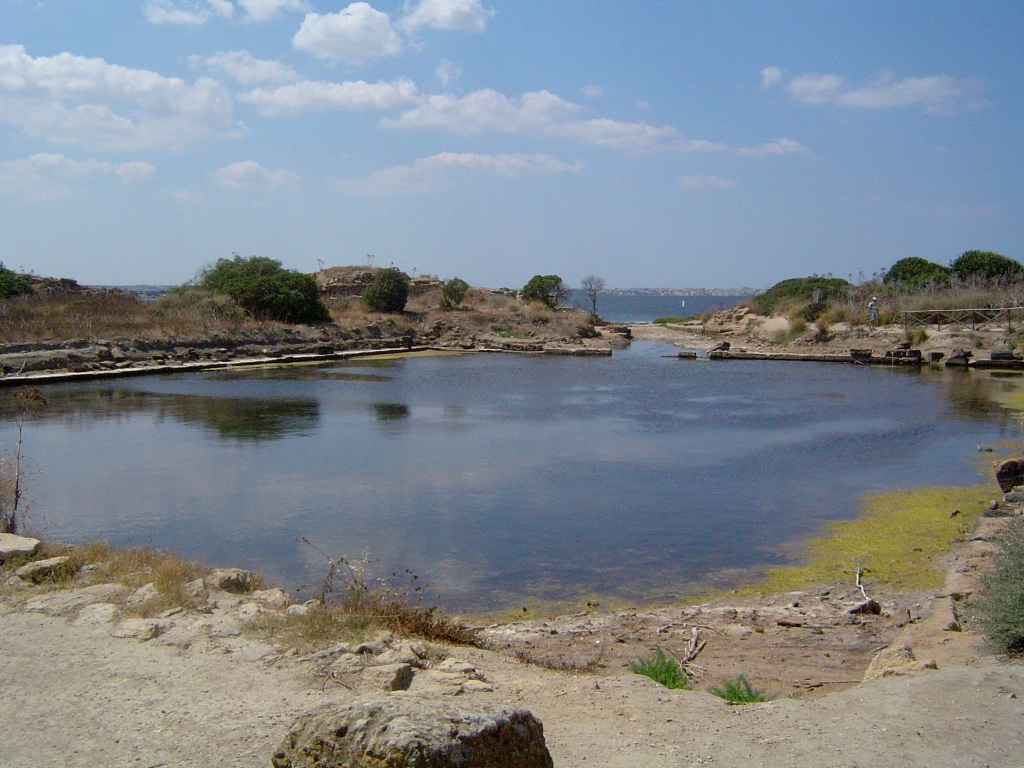
El cothon de Motia.

- Cartago: dos lagunas designadas como «puerto comercial» y «puerto militar»
- Mahdia: 72m x 56 m de tamaño.
- Beni Saf
- Útica
- Motia: sus dimensiones eran  35m x 51 m. estaba orientado conforme a los puntos cardinales. El acceso estaba frente al área sagrada. La estela del tofet muestra el esquema de un portal con un betilo dentro.  En el lado norte se encuentra un manantial de agua dulce. Según la hipótesis de Lorenzo Nigro, durante el solsticio de invierno y el equinoccio de primavera a 110° está la constelación de Orión (identificado con el antiguo dios Baal), por lo que se puede suponer que fue el Templo de Saturno (como en Nora), o el Templo de Eshmún (como en Dougga).